# Pálmonostora
Pálmonostora är en ort i Ungern.   Den ligger i provinsen Bács-Kiskun, i den centrala delen av landet, 120 km sydost om huvudstaden Budapest. Pálmonostora ligger 85 meter över havet och antalet invånare är 2 052.
Terrängen runt Pálmonostora är mycket platt. Runt Pálmonostora är det ganska glesbefolkat, med 38 invånare per kvadratkilometer. Närmaste större samhälle är Kiskunfélegyháza, 12,7 km nordväst om Pálmonostora. Trakten runt Pálmonostora består till största delen av jordbruksmark.